# Tipula pseudowolfi
Tipula pseudowolfi är en tvåvingeart som beskrevs av Günther Theischinger 1979. Tipula pseudowolfi ingår i släktet Tipula och familjen storharkrankar. Inga underarter finns listade i Catalogue of Life.